# Gustav Schönleber

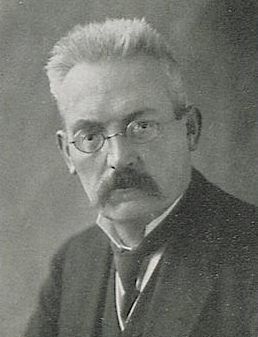
Gustav Schönleber 1914

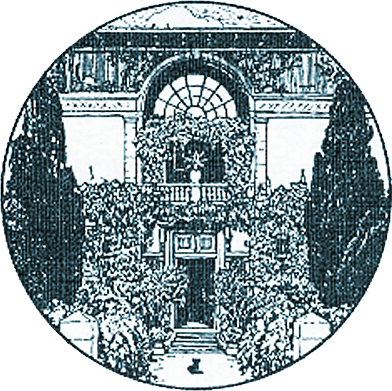
Sello de la Villa Schönleber, tal como lo usó Gustav Schönleber en su material impreso

Gustav Schönleber (3 de diciembre de 1851 en Bietigheim; † 1 de febrero de 1917 en Karlsruhe) fue un pintor alemán.

## Vida
Asistió a la escuela primaria local y luego a una escuela secundaria en Stuttgart. En la infancia se quedó ciego de un ojo. Estudió ingeniería mecánica en la Politécnica de Stuttgart, pero su primo reconoció su talento y le recomendó estudiar en la escuela de arte privada de Adolf Lier en Múnich, donde estudió pintura de paisaje de 1870 a 1873. Gustav Schönleber descubrió muchos motivos posteriores muy conocidos, como Besigheim, Rothenburg en 1870 y Hiddensee en 1875, a los que era difícil acceder en ese momento (como la ilustración para la publicación de Edmund Hoefer "Küstentouren an der Nord- und Ostsee"). Además, visitó lugares de pintura famosos en Francia (París y Dieppe), Italia y Holanda (Sluis).

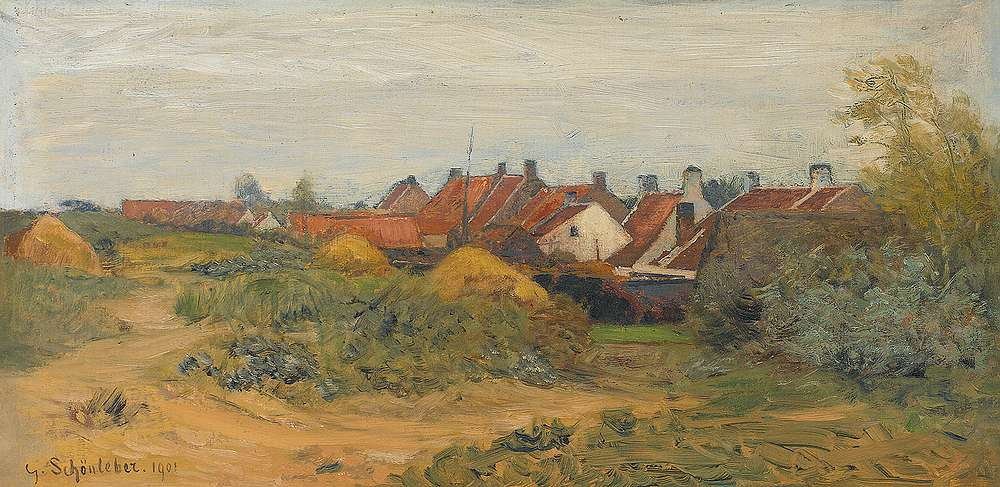
Pueblo en las Dunas (De Panne, Bélgica), 1901

Gustav Schönleber enseñó desde 1880 hasta 1917 en la Gran Academia Ducal de Bellas Artes de Karlsruhe. Entre sus alumnos estuvieron Friedrich Kallmorgen, Raoul Frank, Wilhelm Hasemann, Gustav Kampmann, Paul Müller-Kaempff, Gerhard Bakenhus, August Groh, Adolf Luntz, Eduard Schloemann, Wilhelm Ritter, Max Wilhelm Roman, Alfred Helberger, Max Frey, Georg Burmester y Ernst Eitner.
En 1888 hizo construir la Villa Schönleber, que todavía existe hoy, justo al lado de la Academia en Karlsruhe. En 1913 construyó una ampliación con garaje para coches, aumentando la superficie útil a 764 m². La villa alberga actualmente los talleres, las salas de ciencias de la educación, el taller de fotografía y el departamento de comunicaciones de la Academia.
Schönleber fue uno de los pintores preferidos entre los artistas contemporáneos que el comité para la adquisición y evaluación de imágenes de Stollwerck recomendó al fabricante de confitería de Colonia Ludwig Stollwerck para encargos de cuadros.
Después de que el gobierno del Gran Ducado de Baden decidiera volar los rápidos de Laufenburg, encargaron a Gustav Schönleber que pintara la maravilla natural antes de que fuera destruida y le pagaron 10 000 marcos por el trabajo.
Gustav Schönleber fue miembro de la Deutscher Künstlerbund. 

## Obra

### Relacionadas con el impresionismo
Schönleber es considerado un pionero del impresionismo alemán. Gerhard Kabierske lo ve como el "padre espiritual de la Secesión de Karlsruhe" y sus alumnos siguieron tanto el impresionismo y como el expresionismo.
Los críticos de décadas anteriores y contemporáneos consideraban que su estilo de pintura era moderno: la revista Die Kunst und das schön Heim lo incluyó entre los "realistas e impresionistas suabos más importantes e idiosincrásicos" [...] y lo describió como un "maestro de la observación de la naturaleza”. Michael Lassmann describió sus obras en la revista Weltkunst como "moderadamente impresionistas y siempre en una tonalidad sólida y apagada". Hans Koepf calificó a Schönleber como "una desviación del impresionismo".

### Motivos
Gustav Schönleber fue siempre solo un pintor de paisajes. Sus motivos y estilos pictóricos se mantuvieron muy constantes a lo largo de su etapa creativa de más de 40 años En publicaciones más recientes, se le atribuye una elección de buen gusto de los motivos, y una debilidad por algunos motivos especiales. Prefería pintar escenas frente al mar, tanto del interior como de la costa, en los Países Bajos, Alemania e Italia, así como en las afueras de los Países Bajos y Alemania. Estaba particularmente interesado en los eventos estacionales como las inundaciones. No se documentan pinturas de otros lugares a los que viajó, como las metrópolis como Londres, París y Berlín.

### Obras seleccionadas
- Apothekergäßle de Essingen, comprada por Kunstverein Múnich
- El muelle alle Zattere en Venecia con veleros y barcos, óleo sobre cartón 33,2 × 28,8 cm, 1871, Städelsches Kunstinstitut Frankfurt
- Flota pesquera cerca de Murano, 1876, Kunsthalle Bremen
- Regata en Venecia, 1877, óleo sobre lienzo 100 × 200, Staatliche Kunsthalle Karlsruhe
- Ebbe en Vlissingen, 1881, Colecciones de arte estatales de Dresde
- Pueblo holandés, 1882, Staatliche Kunsthalle Karlsruhe
- Molino cerca de Delft, 1882, Colección Sidney y Jenny Brown
- Riviera, 96 × 127,5, 1882, Museo Nuss, Colección Karl Ulrich Nuss
- Motivo Alt-Eßlingen del antiguo puente Neckar, óleo sobre lienzo 167,4 × 136,5 cm, 1883 Städelsches Kunstinstitut Frankfurt
- Ebbe en Vlissingen / paisaje fluvial, óleo sobre tablero duro 41,5 × 50,7 cm 1883, Otto Dix House Art Collection Gera
- Nieuwe Kerk, Diepenbrugge, 1885
- Casas en Vlissingen, 1885, Colecciones de pintura del estado bávaro, Múnich
- Quinto al mare (varias versiones incluyendo un óleo de 1888)
- Enzwehr cerca de Besigheim, 1888, Galería Nacional de Berlín
- Inundación en el Neckar, 1885, Staatsgalerie Stuttgart
- Daxlanden, 1890, Museo Kurpfälzisches de la ciudad de Heidelberg
- Inundación, 1890 Del Museo Heydt, Wuppertal
- Pueblo vespertino en Holanda, 1891
- Ponte dei Barettari, 1874 (foto de portada del catálogo de la exposición "Cuadros de Venecia en el arte alemán del siglo XIX"). siglo")
- Borde del pueblo, 1895
- Tarde en Dordrecht, (desde Traine-Blaubach, Colonia. Mostrado en la Exposición Internacional de Arte de Berlín 1896)
- Bahía, (Colección Viktor Mössinger . Mostrado en la Exposición Internacional de Arte de Berlín 1896)
- En el puerto de Specia, 1897, óleo sobre papel 41 × 59, anteriormente Colección Abraham Adelsberger
- Enzwehr, 1899. Préstamo del Dresdner Bank al presidente del distrito, más tarde National Gallery Berlin (desaparecido)
- Molino en Besigheim, 1900 Colección de pinturas y esculturas de la ciudad de Núremberg
- Paisaje, Colección Wilhelm Brandes de la Ciudad de Konstanz
- Obras para el edificio del Reichstag: Estrasburgo (1897) Rothenburg (1908)[6]
- Surf en la playa del Mar del Norte, 1903. Colecciones de arte del estado de Dresde / Galería New Masters (perdida, perdida durante la guerra)
- Domingo de Pentecostés, 1903 Kunsthalle Bremen
- Lote sobre el Enz, colección de pintura municipal Pforzheim, 23. Destruido por un incendio en un ataque aéreo en febrero de 1945
- Casas antiguas en el canal Óleo sobre lienzo 43 × 32, antigua colección Peter Burnitz
- Sobre el Yser, 1915
- Constanza, Museo de la Ciudad de Colonia
- Barcos pesqueros venecianos, óleo sobre lienzo 18×24, Museo de Leipzig
- Seascape, adquirido en 1929 por Paula Salomon-Lindberg y Albert Salomon de la Carl Nicolai Gallery de Berlín

## Exposiciones
Las obras de Schönleber se expusieron en galerías tan importantes como la Kunstsalon Schulte y la Galería Thannhauser, así como en la Exposición Universal de París de 1878 y las exposiciones mundiales de Viena, Melbourne, Chicago y St. Louis.
En 1895, Schönleber representó a Alemania en la primera Bienal de Venecia junto con Max Liebermann y Fritz von Uhde. En 1910, la Galería Fritz Gurlitt de Berlín presentó una exposición individual. En su 60 cumpleaños hubo una gran exposición de Schönleber en Stuttgart en 1912.
A principios de 1918, la Kunsthaus Schaller de Stuttgart organizó la "Exposición de obras de Gustav Schönleber". El autor del catálogo adjunto fue Theodor Heuss, que había escrito anteriormente sobre Schönleber.

## Honores
- En 1882 Schönleber fue nombrado miembro honorario de la Academia de Arte de Múnich.
- El 24 de enero de 1911 fue condecorado con la Orden Prusiana Pour le Mérite.
- En 1912, el rey Guillermo II de Württemberg otorgó a Schönleber la Gran Medalla de Oro de las Artes y las Ciencias con la Cinta de la Orden de la Corona de Württemberg.
- La Universidad Albert-Ludwigs de Friburgo le otorgó un doctorado honoris causa.
- Una calle y una escuela llevan el nombre de Schönleber en Bietigheim, y una calle en Cuxhaven y Karlsruhe.